# ウルトラショップ
『ウルトラショップ』は、2001年10月18日から2002年9月12日まで日本テレビ系列局で毎週木曜19時58分から20時54分に放送されていた日本テレビ製作のバラエティ番組。

## 概要
当初は、一般人家族が希望の商品を獲得するためにゲームに挑戦するという内容だったが、視聴率低迷に苦しみ、何度もリニューアルを繰り返した。春には『ウルトラショップ5.1』というタイトルに変更されて（5.1の由来はこの番組の最低視聴率という説とリニューアルした回数に由来する説がある）、視聴者が投稿した面白VTRを出演者が評価して賞金を与えるという内容に変更されたが、わずか1年で打ち切りになった。

## ルール

### 第1回
- 芸能人が、希望の商品を購入するための資金を獲得するためゲームに挑戦する。
- 最初に、ゲストが、なぜその商品がほしいのかをプレゼンし、その熱意をレギュラー5人が1人最高20万円で評価（最高100万円）
- 次に、その賞金を獲得するため、海外のおもしろグッズあてクイズに挑戦し、正解すれば前述の賞金を獲得する。なお、残り時間10秒になると堺からヒントをもらうことができる。ただし、1枚が当たりで1枚がはずれ。当たりを引けばヒントがもらえるが、はずれを引けばヒントはもらえない。
- 最後に、「ウルトラスマート」に挑戦する。1人1球の挑戦で、盤上のくぼみに入ればそこに書いてある賞金を獲得する。

1000円、1万円、5万円、10万円、100万円 - 書いてある賞金を獲得する。
×2、×3 - 先ほど獲得した賞金×倍率を獲得する。賞金が多ければ100万円を狙うより3倍を狙ったほうがいい。
×0 - 全額没収
また、穴に入らないと100円の獲得となる。通常のスマートボールと違いくぼみに入れなければならないため、難易度は高い。
- クイズでの賞金とウルトラスマートでの獲得賞金を合わせた額がその人の賞金となる。

### 初期
- 芸能人または一般人が希望の商品を獲得するべくゲームに挑戦する。
- 最初に希望の商品を入手する過程を放送する（希望する商品の購入、オーダーの様子など）。
- 当初は様々な形式のゲームを行っていたが、一般人の参加が認められてからは約30のジャンルから1つを選択する3択クイズに変わった。
- エンディングに視聴者プレゼントを賭けたウルトラスマートを行っていた。毎回、海外のおもしろグッズのプレゼント人数を決めるためレギュラー5人が1人1球ずつ挑戦。入ったところの数字の人数分だけ視聴者にプレゼントされる（最高が従来の100万円の穴で10人。×0の穴はドクロになっており、1回も入ったことはない）。

### 中期（夢のお買い物ゲーム）
- 30組のペア（ほとんどが一般視聴者）が世界中から集めた様々なアイデア商品などを500万円の予算で購入する（最低4品以上）。
- 代金の調整として1箱1000円の｢ウルトラショップ饅頭｣を購入できる（最大200箱まで）
- 途中「ドラゴンチャンス」があり、ある商品の値段の上2桁を予想、ぴったり正解したペアは即、その商品をもらえる（2組以上いたらじゃんけんで勝った1組、逆にぴったりがいなければ視聴者プレゼントになる）
- 後にオープニングの人を減らすためのハイ&ロークイズが導入された。
- 内輪で最も500万円に近いペアが「お買い物キング」の称号を獲得、そして合計金額が495万円～500万円の間に入っていればその選んだ商品をすべてGET。（失敗の場合、現金20万円がもらえる）

### 末期（ウルトラショップ5.1）
- 番組開始当初の視聴者参加スタイルを止めると同時に、森も顔出しで堺と進行する形になった。
- タイトル改題初期は、「記録」をテーマをしたクイズ番組に。
- 末期では「ハイ&ロークイズ」を主体に、いろいろなものについてハイかローで答えるクイズだった。移動は、正解の中で1番位が高い人→2番→3番…最下位→不正解の中で位が1番高い人→2番→3番…最下位となっていた（『なるほど!ザ・ワールド』のスタイルを採った）。また、上位の席は豪華で、フルーツなども食べることができたが、下位はゴザなど、『人気者でいこう!』の芸能人格付けチェックにシステムが若干似ている。問題を5問行い、1位とビリを決め、1位はルーレットによってご褒美（高級中華、高級懐石、高級フレンチ、ラーメン1杯）を決め、ビリの人が1位に奢らなければならなかった。
- この、席移動システムの場合、1人だけ正解すれば一気に1位席に移動できるが、1人だけ間違えると一気に最下位に落ちるというハイリスクハイリターンなシステムである。
- さらに、全員が同じ答えて間違えた場合は全員ビリの席に移ることになり、次の問題では再び席決めを行った。
- 末期の最後には、最末期に通じるようなびっくり人間なども登場した。

### 最末期（ウルトラショップ5.1）
- クイズ主体を止め、視聴者が自分の身の回りのすごいものを投稿し、審査員1人につき最高で3点で5人の評価で基準点に達すれば賞金が贈られた。また、番組で紹介された記録を更新するというコーナーもあった。
- システムとしてはこの後の『ワールド☆レコーズ』に似ている。

## スポンサーに関して
- NTT時代の『マジカル頭脳パワー!!』だった1997年10月からこの時間枠のスポンサーだったNTT東日本・NTT西日本がこの番組が開始した半年後に降板。2002年4月から各社扱いになり、『行列のできる法律相談所』と『THE・サンデー』の2番組へ移行した。

## 出演者
- 司会：堺正章（店長）、柴田理恵（マネージャー）
- アシスタント（店員）：優香、ガレッジセール（ゴリ、川田広樹）
- 出題ナレーター：森富美（日本テレビアナウンサー）

## ネット局
| 放送対象地域   | 放送局                    | 系列                           | 放送日時           |
| -------------- | ------------------------- | ------------------------------ | ------------------ |
| 関東広域圏     | 日本テレビ（NTV） 制作局  | 日本テレビ系列                 | 木曜 19:00 - 20:54 |
| 北海道         | 札幌テレビ（STV）         | 日本テレビ系列                 | 木曜 19:00 - 20:54 |
| 青森県         | 青森放送（RAB）           | 日本テレビ系列                 | 木曜 19:00 - 20:54 |
| 岩手県         | テレビ岩手（TVI）         | 日本テレビ系列                 | 木曜 19:00 - 20:54 |
| 宮城県         | ミヤギテレビ（MMT）       | 日本テレビ系列                 | 木曜 19:00 - 20:54 |
| 秋田県         | 秋田放送（ABS）           | 日本テレビ系列                 | 木曜 19:00 - 20:54 |
| 山形県         | 山形放送（YBC）           | 日本テレビ系列                 | 木曜 19:00 - 20:54 |
| 福島県         | 福島中央テレビ（FCT）     | 日本テレビ系列                 | 木曜 19:00 - 20:54 |
| 山梨県         | 山梨放送（YBS）           | 日本テレビ系列                 | 木曜 19:00 - 20:54 |
| 新潟県         | テレビ新潟（TeNY）        | 日本テレビ系列                 | 木曜 19:00 - 20:54 |
| 長野県         | テレビ信州（TSB）         | 日本テレビ系列                 | 木曜 19:00 - 20:54 |
| 静岡県         | 静岡第一テレビ（SDT）     | 日本テレビ系列                 | 木曜 19:00 - 20:54 |
| 富山県         | 北日本放送（KNB）         | 日本テレビ系列                 | 木曜 19:00 - 20:54 |
| 石川県         | テレビ金沢（KTK）         | 日本テレビ系列                 | 木曜 19:00 - 20:54 |
| 福井県         | 福井放送（FBC）           | 日本テレビ系列／テレビ朝日系列 | 木曜 19:00 - 20:54 |
| 中京広域圏     | 中京テレビ（CTV）         | 日本テレビ系列                 | 木曜 19:00 - 20:54 |
| 近畿広域圏     | 読売テレビ（ytv）         | 日本テレビ系列                 | 木曜 19:00 - 20:54 |
| 鳥取県・島根県 | 日本海テレビ（NKT）       | 日本テレビ系列                 | 木曜 19:00 - 20:54 |
| 広島県         | 広島テレビ（HTV）         | 日本テレビ系列                 | 木曜 19:00 - 20:54 |
| 山口県         | 山口放送（KRY）           | 日本テレビ系列                 | 木曜 19:00 - 20:54 |
| 徳島県         | 四国放送（JRT）           | 日本テレビ系列                 | 木曜 19:00 - 20:54 |
| 香川県・岡山県 | 西日本放送（RNC）         | 日本テレビ系列                 | 木曜 19:00 - 20:54 |
| 愛媛県         | 南海放送（RNB）           | 日本テレビ系列                 | 木曜 19:00 - 20:54 |
| 高知県         | 高知放送（RKC）           | 日本テレビ系列                 | 木曜 19:00 - 20:54 |
| 福岡県         | 福岡放送（FBS）           | 日本テレビ系列                 | 木曜 19:00 - 20:54 |
| 長崎県         | 長崎国際テレビ（NIB）     | 日本テレビ系列                 | 木曜 19:00 - 20:54 |
| 熊本県         | くまもと県民テレビ（KKT） | 日本テレビ系列                 | 木曜 19:00 - 20:54 |
| 鹿児島県       | 鹿児島読売テレビ（KYT）   | 日本テレビ系列                 | 木曜 19:00 - 20:54 |

## スタッフ
- 構成：沢口義明、倉本美津留、大村たかゆき、竹尾明子、カニリカ
- ナレーター：平野義和、荒川美奈子、島岡安芸和、難波圭一、藤田淑子（難波・藤田→2002.2〜）
- TM：福王寺貴之（2002.7.11〜）
- SW：高梨正利
- CAM：山田祐一
- 音声：鈴木佳一
- 照明：坂口尚真
- 調整：服部博、八木一夫、佐藤満、佐久間治雄、三浦錦也（週替り）
- 美術：鈴木喜勝、星野充紀
- 電飾：石野祥一
- 大道具：苑田英和
- 小道具：米山幸一
- メイク：斉藤睦
- タイトルデザイン：山田修造
- タイトルCG：山口大樹
- 音効：吉田比呂樹（佳夢音）
- TK：恩田明子
- 編集：宮原明男（毎週）、藤田信（不定期）
- MA：轉石裕治
- 美術協力：日本テレビアート
- 協力：アガサス、FedEx他
- コーディネータープロデューサー：青海鉄山
- リサーチプロデューサー：古杉美香
- 取材：木村八恵子、吉岡五月、田代まゆみ（木村→2002.5.30〜、吉岡・田代→2002.3,7〜）
- 技術協力：ヌーベルバーグ、コスモスペース、オムニバス・ジャパン
- 取材協力：ノマド、ワイズメンコミュニケーションズ、クラッシー、スコープ、CAMEYO（CAMEYO→2001.12.6〜2002.1まではクイズ作成）、HIT、GPA・USA、GPA・PARIS
- 広報：立柗典子
- 調査：磯口美佐子
- デスク：坂井康世
- 海外ロケコーディネーション：羽村直子
- 演出補：岡本映子、渡邊祐示、伊藤大輔、森本雅也、桑原純子、杉本ルリ子（週替り）
- アシスタントプロデューサー：小坂真由美、宇都宮優貴子
- ディレクター：石塚宏充、鴨井義明、廣田健介、三浦佳憲、三藤豊、持田順也、小川潔、田仲芳幸、中野裕子、原真人、牛込剛、内田浩、三枝幹直、高戸大悟（高戸→以前は、演出補）、瀬戸口正克（週替り）
- 演出：鈴木守、島田顕、山田直樹、磯田修、柳井誠也、小島俊一
- 総合演出：雨宮秀彦（2002年4月18日〜、同年3月7日までチーフプランナー・チーフディレクター）
- プロデューサー：磯野太、下田明宏（下田→以前は、AP）、和田隆（創輝）、小山伸一（ZION）、神尾育代（NCV）、持留昭子（日企）
- チーフプロデューサー：桜田和之
- 制作協力：創輝、ZION、NCV、日企、TV-S!ON
- 製作著作：日本テレビ

### 過去のスタッフ
- ナレーター：高野直子
- TM：秋山真
- SW：村松明
- 音声：三石敏生、大島康彦
- 取材協力：GPA・フランス
- 取材：松本賀子、仲宗根ゆうこ、串田良広
- 広報：小串理江
- 調査：松崎郁子
- 海外ロケコーディネーション：内田和宏